# Parque nacional del Bicuar
Parque nacional del Bicuar (en portugués: parque nacional do Bicuar) es un Parque nacional de Angola, localizado en Huíla.
El Parque fue establecido como Reserva de Caza en 1938 y clasificado como parque nacional en el año 1964. 
El parque ha sido objeto de un proyecto de rehabilitación por parte del gobierno de Angola y la sociedad angolana con capital español «Aretech Solutions Angola».

## Características

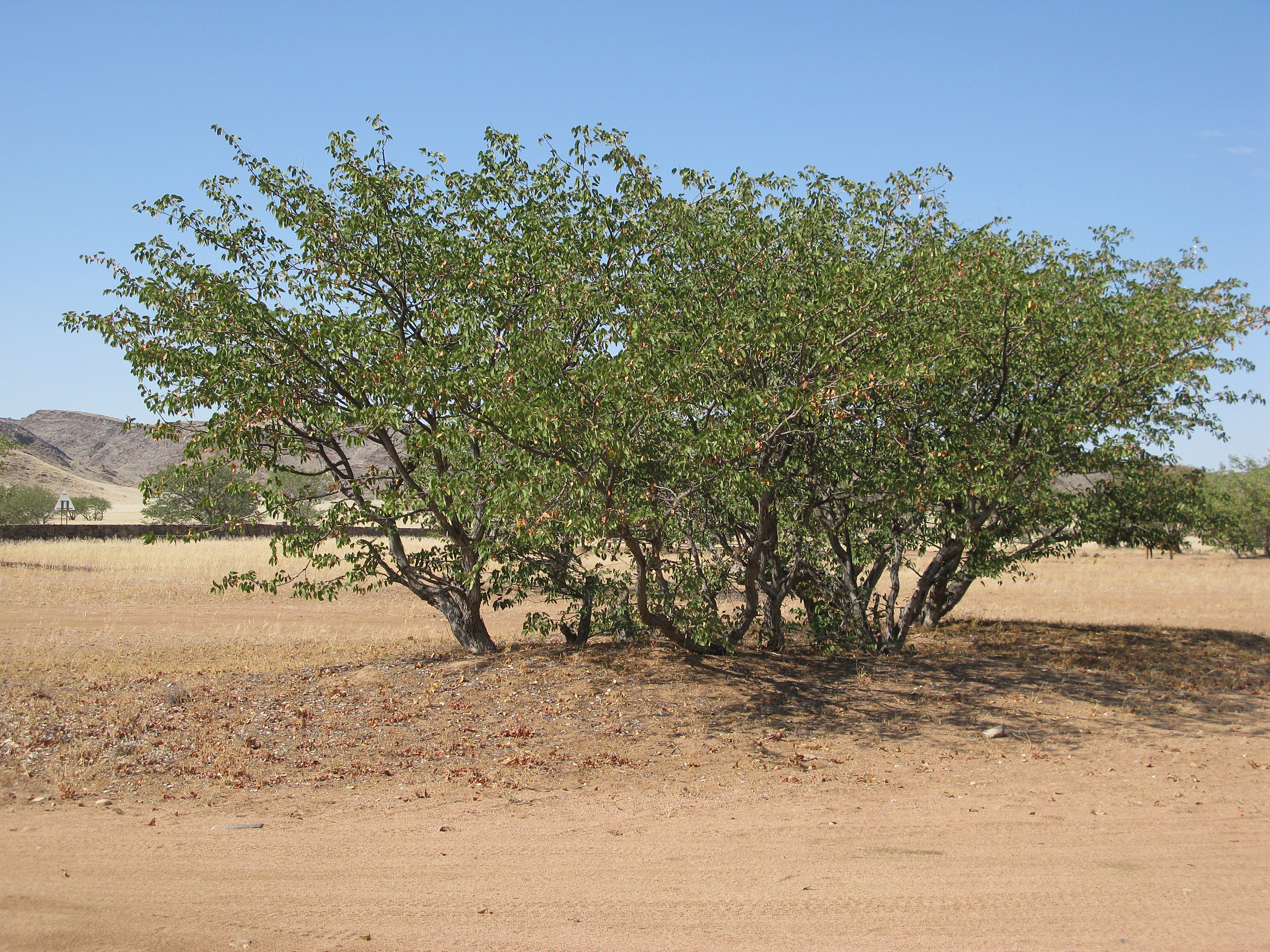
Vista del árbol mopane, abundante en el parque Bicuar.

Por el este el parque es delimitado por el río Cunene, uno de los pocos ríos permanentes de la región.  La vegetación dominante esta categorizada como sabana arbolada de miombo de Angola y sabana arbolada de mopane de Angola, una zona de sabanas y bosquecillos en una meseta al este de las colinas costeras.  Algunas zonas del parque son pantanos que se inundan en forma regular o pastizales dambo.
El Bicuar se encuentra en el extremo norte de una ecorregión denominada sabana arbolada de mopane de Angola.  La zona se distingue por su riqueza de especies, lluvias variables, y la importancia que los árboles mopane tienen para los animales y los habitantes de la región.
El clima en Bicuari es templado tropical de tierras altas con inviernos secos, y durante los meses más cálidos la temperatura media ronda los  22 °C. La precipitación anual es de 600–800 mm.

## Flora y fauna
El mamífero que caracteriza al Parque es el búfalo negro, otras especies de mamíferos que habitan el lugar se pueden mencionar los guepardos, leopardos, gnus, y elefantes.
La vegetación que predomina es sabana con diversos árboles y arbustos.